# 蓮乗寺 (武蔵野市)

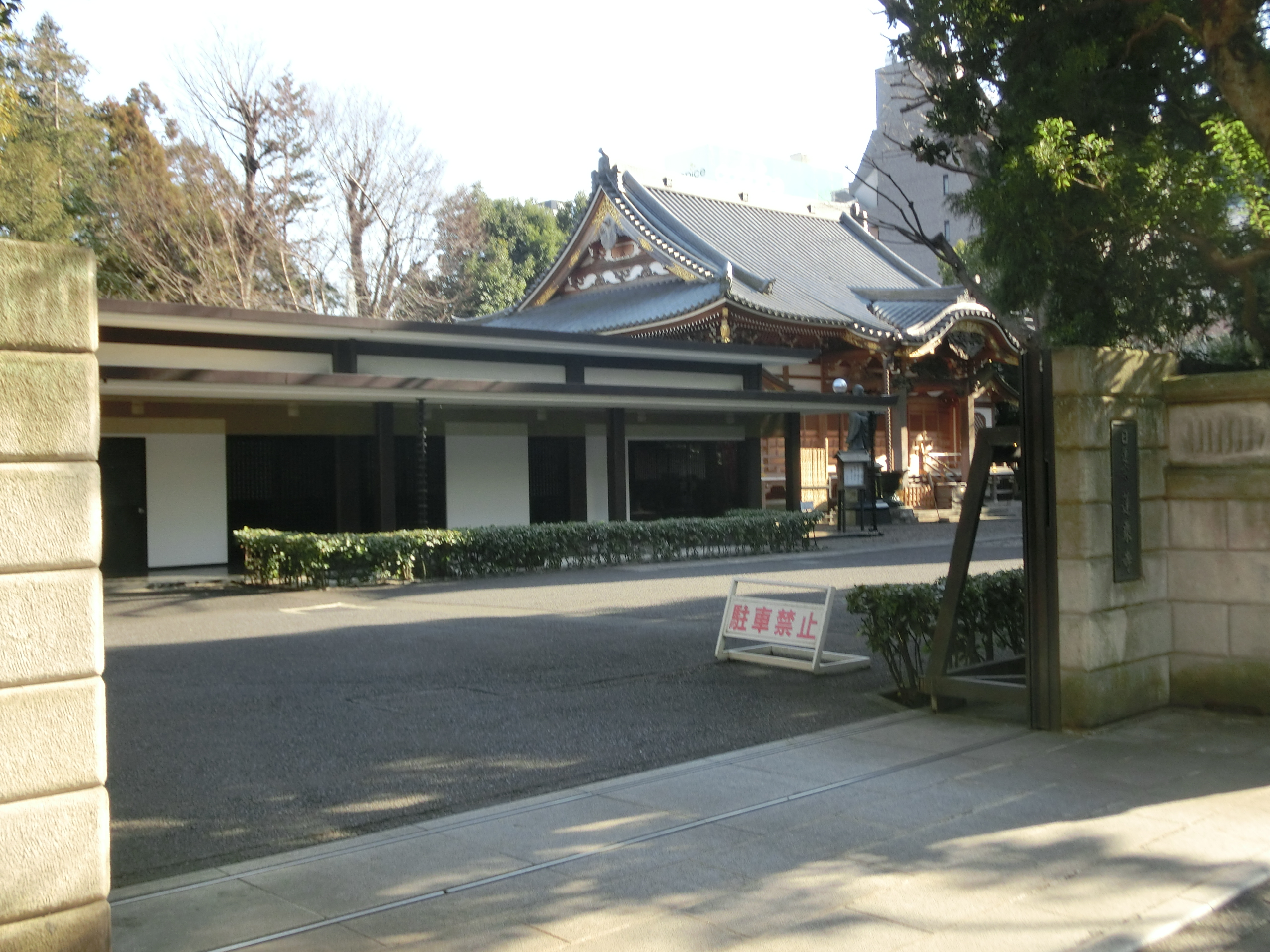
蓮乗寺

蓮乗寺（れんじょうじ）は、東京都武蔵野市吉祥寺本町にある日蓮宗の寺院。佛種山得乗院と号する。旧本山は練馬妙福寺、通師堀之内法縁。天保3年（1833年）、開基檀越・松井十郎左衛門の外孫娘が奉納した厄よけ日蓮を祀る。

## 歴史
- 江戸時代初期の寛文2年（1662年）、蓮華乗院日円（妙福寺15世、寛文2年（1662年）没）を開山に創建された[1]。開基は付近の里正十郎左衛門の先祖という[1]。

## 境内
- 仙路翁墓碑　近隣の子弟の教育に尽力した松井十郎左衛門（仙路翁）の徳を慕い弟子たちが天保6年（1835年）に建立したもの[2]。武蔵野市文化財[2]。

## 関連資料
- 「吉祥寺村」『新編武蔵風土記稿』 巻ノ125多磨郡ノ37、内務省地理局、1884年6月。NDLJP:763995/61。
- “武蔵野市の文化財を新たに二つ指定しました”. 武蔵野市ホームページ (2018年). 2019年11月22日閲覧。

座標: 北緯35度42分23.3秒 東経139度34分46.1秒 / 北緯35.706472度 東経139.579472度